# Акация стойкая
Ака́ция сто́йкая (лат. Acacia retinodes) — вид деревьев из рода Акация (Acacia) семейства Бобовые (Fabaceae).

## Распространение и экология
В природе ареал вида охватывает Австралию — штаты Южная Австралия, Виктория и остров Тасмания. Разводится в субтропических районах Европы и Северной Америки.
Легко мирится с известковыми почвами.
В первый год при весеннем посеве достигает высоты в 50 см; на второй год — 1—2 м, сильно кустится и ветвится; на третий год — до 1,8—4,6 м, при диаметре ствола 2,7 см на высоте 1 м. Обильно образуют корневую поросль, особенно после подмерзания.
Цветёт продолжительно с апреля по декабрь, интенсивнее в мае и августе. Растения начинают цвести в конце первого, но обычно со второго года жизни.

## Ботаническое описание
Дерево высотой до 7,5 м, с гладким стволом, одетым тёмно-бурой корой. Молодые ветви ребристые, обычно трёхгранные, буро-зелёные, слабо покрытые восковым налётом.
Филлодии от узколинейных до широколанцетных, иногда серповидно изогнутые, длиной 6—16 см, шириной 2—18 мм, с перистым жилкованием.
Соцветия кистевидные в пазухах филлодиев предыдущего года, из 6—18 головок, диаметром 6—8 мм. Прицветники на нитевидной ножке с плоской квадратной или шестиугольной бахромчатой коричневой верхушкой. Цветки пятичленные, светло- или золотисто-жёлтые; чашелистики сросшиеся до верхней трети, тупые, с отогнутой наружу сильно бахромчатой верхушкой; лепестки удлиненно-ромбические, сросшиеся у основания. Тычинки с длинными иногда извилистыми жёлтыми нитями; завязь сплюснутая с боков, с боковым столбиком.
Бобы плоские, прямые или слабо изогнутые, длиной 7—15 см, шириной 6 мм, 6—14-семянные, несколько перетянутые между семенами, тёмно-бурые, внутри розовые. Семена эллиптические,длиной 4 мм, шириной 25 мм, толщиной 1 мм, матово-чёрные; семяножка обернута вокруг семени, у основания белая.

## Значение и применение
Разводится в области Средиземноморья, в садах французской и итальянской ривьеры для экспорта цветоносных побегов в северные страны Европы, известных в торговле под именем „мимоза".
Заслуживает внимания как декоративное растение для групповых и одиночных посадок в парках и садах.

## Систематика

### Таксономия
Вид Род Акация стойкая входит в род Акация (Acacia) трибы Acacieae подсемейства Мимозовые (Mimosoideae) семейства Бобовые (Fabaceae) порядка Бобовоцветные (Fabales).
|  |                                      |  |                                                             |                                                             |                   |  | ещё 3 семейства (согласно Системе APG II) | ещё 3 семейства (согласно Системе APG II)    |                                              |  |  |  | ещё около 80 родов   | ещё около 80 родов |  |  |
|  |                                      |  |                                                             |                                                             |                   |  | ещё 3 семейства (согласно Системе APG II) | ещё 3 семейства (согласно Системе APG II)    |                                              |  |  |  | ещё около 80 родов   | ещё около 80 родов |  |  |
|  |                                      |  |                                                             | порядок Бобовоцветные                                       |                   |  |                                           |                                              | подсемейство Мимозовые                       |  |  |  |                      | вид Акация стойкая |  |  |
|  |                                      |  |                                                             | порядок Бобовоцветные                                       |                   |  |                                           |                                              | подсемейство Мимозовые                       |  |  |  |                      | вид Акация стойкая |  |  |
|  | отдел Цветковые, или Покрытосеменные |  |                                                             |                                                             | семейство Бобовые |  |                                           |                                              | род Акация                                   |  |  |  |                      |                    |  |  |
|  | отдел Цветковые, или Покрытосеменные |  |                                                             |                                                             |                   |  |                                           |                                              |                                              |  |  |  |                      |                    |  |  |
|  |                                      |  | ещё 44 порядка цветковых растений (согласно Системе APG II) | ещё 44 порядка цветковых растений (согласно Системе APG II) |                   |  |                                           | ещё 2 подсемейства (согласно Системе APG II) | ещё 2 подсемейства (согласно Системе APG II) |  |  |  | ещё около 1300 видов |                    |  |  |
|  |                                      |  |                                                             | ещё 44 порядка цветковых растений (согласно Системе APG II) |                   |  |                                           |                                              | ещё 2 подсемейства (согласно Системе APG II) |  |  |  |                      |                    |  |  |